# 少年張三丰 (1991年電視劇)
少年張三丰是中華民國中華電視公司於1991年製作講述武林宗師張三丰的少年英雄事蹟古裝電視劇。首播期間為1991年3月20日至1991年4月22日，由何家勁、魏秋樺、張振寰、龍隆、鮑正芳、王佩韻等主演。本劇外景取於武當山﹐拍攝期為四個月。 導演為鹿峰、王鍾、宗華，動作指導為鹿峰、張鴻倫，制片人為宗華。

## 演員表
| 演員   | 角色   |
| 何家勁 | 張三豐 |
| 魏秋樺 | 黃天碧 |
| 張振寰 | 楊軌山 |
| 龍隆   | 黃善   |
| 鮑正芳 | 胭脂   |
| 王佩韻 | 小憐   |
| 鹿峰   | 不嗔   |
| 王均康 | 德昭   |